# بداغ برفی
بُداغ برفی (نام علمی:Viburnum opulus L.var Sterile) درختچه‌ای خزان پذیر است. درختچهٔ بداغ در اوایل بهار گل می‌دهد و حداکثر دمای ۱۵ درجه زیر صفر را تحمل می‌کند. این گیاه به عنوان تک درختچه زینتی کاشته می‌شود. ارتفاع این درختچه به ۴ متر می‌رسد. برگ‌های آن پهن و زرد رنگ است که در پاییز زرد و قرمز می‌شود. میوهٔ این درختچه کروی زرد و قرمز بوده که در پاییز می‌رسند. مکان مناسب رشد برای این گیاه در محل‌های آفتابی یا نیم سایه است. این گیاه همچنین به صورت قلمه در تابستان و کاشت بذر در پاییز تکثیر می‌شود.